# Alexeter canaliculatus
Alexeter canaliculatus är en stekelart som först beskrevs av Léon Abel Provancher 1874.  Alexeter canaliculatus ingår i släktet Alexeter och familjen brokparasitsteklar. Inga underarter finns listade i Catalogue of Life.